# Gim
Gim – jezioro leżące koło wsi Nowa Kaletka, na wschód od Jeziora Łańskiego, w kompleksie Lasów Ramuckich, 30 km na południe od Olsztyna, w dorzeczu: Omulew – Narew – Wisła.
W pobliżu jeziora znajdują się miejscowości Nowa Kaletka, Zgniłocha i Kolonia Gimek (oficjalnie Kolonia Zgniłocha).
Jezioro jest użytkowane rekreacyjnie. Na północnym brzegu jeziora ośrodki wczasowe z plażami i pomostami. Także na tym brzegu są zabudowania Nowej Kaletki.
Zbiornik jest wydłużony równoleżnikowo. Największe przegłębienie (25,8 m) jest po wschodniej stronie. Południowy brzeg jest w części podmokły i niski, a północny wyższy i piaszczysty. Akwen nie ma stałych dopływów powierzchniowych, zasilany jest wodami podziemnymi i z funkcjonujących okresowo rowów melioracyjnych. Odpływ następuje w kierunku południowym, przez dwa łączące się ze sobą cieki.
W litoralu roślinność szuwarowa. Brzegi otoczone lasami (głównie w części wschodniej), łąkami i polami (w części zachodniej). W oczeretach występuje trzcina i sitowie. Wśród elodeidów występuje moczarka kanadyjska, jaskier krążkolistny.
Według danych IRŚ, głębokość maksymalna jeziora wynosi 25,8 m, głębokość średnia – 7,6 m, powierzchnia – 175,9 ha. Długość maksymalna – 3300 m, szerokość maksymalna – 1000 m. Dobrze rozwinięta linia brzegowa ma 8600 m.
Po wschodniej stronie jeziora jest niewielka wysepka, na której można natrafić na kormorany. Na jeziorze gnieżdżą się łabędzie. Występuje sielawa, sieja, szczupak, lin, okoń, leszcz i płoć.